# 小行星7726
小行星7726（英語：7726 Olegbykov）是一颗围绕太阳公转的小行星。1974年8月27日，柳德米拉·切爾尼赫在克里米亚发现了此天体。
这颗小行星的绝对星等为297.9012600712626等。